# أنطونيو دوماس
أنطونيو دوماس (بالبرتغالية: Antônio Dumas‏) هو لاعب كرة قدم ومدرب كرة قدم برازيلي، ولد في 28 نوفمبر 1955 في سانت أندري في البرازيل. لعب مع نادي أولهانينسي ونادي باهيا ونادي سانتوس.

## وصلات خارجية
- أنطونيو دوماس على موقع قاعدة بيانات كرة القدم.إي يو (الإنجليزية)
- أنطونيو دوماس على موقع ناشيونال فوتبول تيمز (الإنجليزية)